# Bakłażany o rybnym aromacie
Bakłażany o rybnym aromacie (chiń. 魚香茄子; pinyin yúxiāng qiézi) – klasyczna potrawa kuchni syczuańskiej stanowiąca wegetariańską odmianę yuxiang – mieszanki warzyw lub mięs przyrządzanych w specyficznym sosie bazującym na czosnku, imbirze i fermentowanej fasoli.
Danie składa się z usmażonych do miękkości kawałków bakłażanu podanych z sosem z czosnku, fermentowanej fasoli i imbiru. W wersji zeuropeizowanej jest to sos z czosnku oraz pasty fasolowej z chili (często zastępowanej sosem sojowym).
Potrawa nie ma w ogóle posmaku rybnego, a z rybami łączy je jedynie sos który podawano dawniej głównie z rybą. W restauracjach zachodnich danie jest oferowane pod nazwą „bakłażany w sosie czosnkowym”.